# Palustriella falcata
Palustriella falcata là một loài Rêu trong họ Amblystegiaceae. Loài này được (Brid.) Hedenas mô tả khoa học đầu tiên năm 1992.